# Meydan TV
Meydan TV — независимый азербайджанский новостной интернет-ресурс с головным офисом в Берлине. Основан в 2013 году журналистом Эмином Милли в Берлине. Слово «meydan» в названии означает на азербайджанском «площадь». Meydan TV является партнёром Центра по исследованию коррупции и организованной преступности (OCCRP).

## История
Meydan TV стал популярным за репортажи и онлайн-трансляции о коррупции, правах человека и других вопросах, актуальных в Азербайджане. Эти данные активно использовались международными СМИ, особенно во время Европейских игр 2015 в Баку, когда несколько журналистов и иностранных наблюдателей не впустили в страну. Несколько расследований Meydan TV были сделаны при поддержке Европейского фонда за демократию.
В 2015 году четыре журналиста Meydan TV (Айтен Алакбарова, Ширин Аббасов, Натиг Джавадлы и Эльнур Мухтар) были внесены азербайджанскими властями в «чёрный список».
Журналист Афган Мухтарлы, публиковавший на Meydan TV расследования коррупции в высших эшелонах власти, был тайно переправлен из Грузии в Азербайджан, где был приговорён к 6 годам лишения свободы, но позднее[когда?] освобождён.
В мае 2017 года суд Сабаильского района Баку по иску Министерства транспорта, связи и высоких технологий Азербайджана принял решение о блокировке сайта Meydan TV и ряда других оппозиционных ресурсов. 10 сентября 2019 года Верховный суд Азербайджана отменил это решение на основании кассационной жалобы.
В 2019 году Эмин Милли покинул пост руководителя Meydan TV, объяснив это тем, что «лидеры должны найти в себе смелость передать свои места более молодым, знающим, оперативно работающим кадрам».
6 декабря 2024 года в Баку были задержаны сотрудники издания Айнур Эльгюнеш, Айтадж Тапдыг, Хаяла Агаева, Айсель Умудова, Натиг Джавадлы и журналист-фрилансер Рамин Деко (Джабраилзаде). Им предъявлено обвинение в контрабанде иностранной валюты по предварительному сговору.
21 февраля 2025 года по уголовному делу, возбуждённому в отношении сайта в Баку арестован журналист Нурлан Гахраманлы (Либре).
07 мая 2025 года по уголовному делу, возбуждённому в отношении сайта в Баку задержана журналистка Ульвия Али

## Награды
В 2017 году получил премию «Свободная пресса Восточной Европы» немецкого фонда Zeit-Stiftung и норвежского фонда Fritt Ord.